# Střední rybářská škola Vodňany
Střední rybářská škola Vodňany (SRŠ) je střední škola, která je jediná svého druhu v České republice. O založení odborné rybářské školy se významně zasloužil především Vácslav Josef Štěpán podporovaný dalšími osobnostmi (Josef Šusta, Václav Šusta, Theodor Mokrý ad.).

## Historie

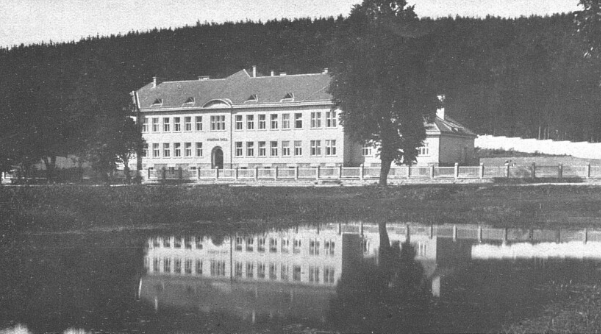
Střední rybářská škola (1924)

Rybářská škola byla založena v roce 1920 a byla vybavena na svou dobu vším potřebným pro školu toho druhu. V roce 1924 se o ní psalo, že za čtyři léta svého trvání dospěla k nejlépe vybaveným českým školám a že je to jediná škola toho druhu ve střední Evropě. Vyzdviženy byly zejména zásluhy ředitele V. J. Štěpána (prvního ředitele v letech 1920 – 1934), zejmén aco týče jak teoretického tak i praktického vyučování.

## Současnost
Škola poskytuje úplné střední odborné vzdělání zakončené maturitní zkouškou v jediném oboru – rybářství. Z odborných předmětů se vyučuje např. obecné rybářství, vodní hospodářství, rybářství ve volných vodách, chov ryb v řízeném prostředí, rybníkářství, nemoci ryb. Délka studia je čtyřletá. Absolventi mohou nastoupit do praxe v různých typech rybářských provozů nebo pokračovat ve studiu na vyšší odborné škole nebo vysoké škole.

## Lokace
Budova, v níž škola od roku 1924 sídlí, se nalézá asi 1,5 km severně od centra Vodňan, při severním břehu rybníka Malá Podvinice. Přímo vedle historické budovy střední rybářské školy přibylo v roce 2018 okrasné jezírko a v jeho sousedství mokřadní biotop. Je to uměle vytvořený močál s trsy sedmadvaceti vodních rostlin a jejich popiskami. Jezírko s podzemní učebnou a mini botanickou zahradou vodních rostlin slouží pro výuku studentů.